# Klaas van Beeck
Nicolaas Adriaan Cornelis van Beeck (Leiden, 20 januari 1903 – Hilversum, 4 oktober 1979) was een Nederlandse orkestleider, componist, arrangeur en multi-instrumentalist (onder meer trompet, saxofoon en accordeon). Hij leidde het radio-orkest van de KRO, dat bijvoorbeeld speelde in het programma Negen heit de klok.

## Biografie
Van Beeck was zoon van een leraar geschiedenis en aardrijkskunde en kreeg al pianoles toen hij negen jaar oud was. Tijdens zijn studententijd (hij studeerde in Leiden enige tijd rechten, Nederlandse letteren en later geschiedenis) speelde hij xylofoon in het orkest Het Groene Zoodje.
In het begin van de jaren dertig speelde hij met de Blue Lyres en kwam zo in contact met Theo Uden Masman van De Ramblers, waarvoor hij arrangementen schreef en enige nummers componeerde. In 1934 werd hij beroepsmuzikant in het orkest Majo Marco, en in 1935 ging hij werken voor de AVRO; aanvankelijk bij de AVRO-Decibels en in 1936 bij het AVRO-Dansorkest van Hans Mossel. In 1938 werd hij de leider van dat orkest, tot deze groep door de oorlog ophield te bestaan, in juli 1940. Hierna begon hij een swing-orkest dat voor de radio speelde en ook plaatopnames maakte. In 1943 begeleidde hij de zangeres Rita Reys bij haar eerste radio-optreden. Het orkest speelde overal in het land en het repertoire bevatte de nieuwste nummers, die Van Beeck op de radio hoorde en uitschreef.
In oktober 1944 werd Van Beeck opgepakt door de Duitsers en in Bramsche in Duitsland tewerkgesteld, waar hij naast zijn werk met een groep muzikanten voor de gevangenen kon spelen. Hij ontsnapte twee keer en stapte op een landmijn, maar haalde vrijwel ongeschonden het einde van de oorlog. Hij speelde hierna voor geallieerde militairen, totdat hij voor de KRO in 1946 het K.R.O. Amusementsorkest oprichtte. In 1948 werd hij de leider van dat orkest van deze omroep, dat in de jaren daarna bekendheid kreeg in programma's als Negen heit de klok en Tierelantijnen.
Voor de KRO componeerde hij ook voor minimusicals en hoorspelen. Vanaf 1962 verzorgde hij voor de KRO-radio wekelijks het muziekprogramma Uit de Discotheek van Klaas van Beeck, waarbij hij putte uit zijn omvangrijke platencollectie van 5.000 platen, waaronder veel zeldzame opnames. Dit programma liep tot zijn pensionering in 1968.
- Biografisch Portaal: 41131342
- International Standard Name Identifier: 0000 0003 9147 7244
- Library of Congress Control Number: no2013020491
- MusicBrainz: cdfca342-e052-46ac-80d7-1fd2464671d9
- Nederlandse Thesaurus van Auteursnamen: 270209115
- Virtual International Authority File: 285309584
- WorldCat: E39PBJfhbwHQHbxJghwhgfyGHC